# Русская литературная сказка

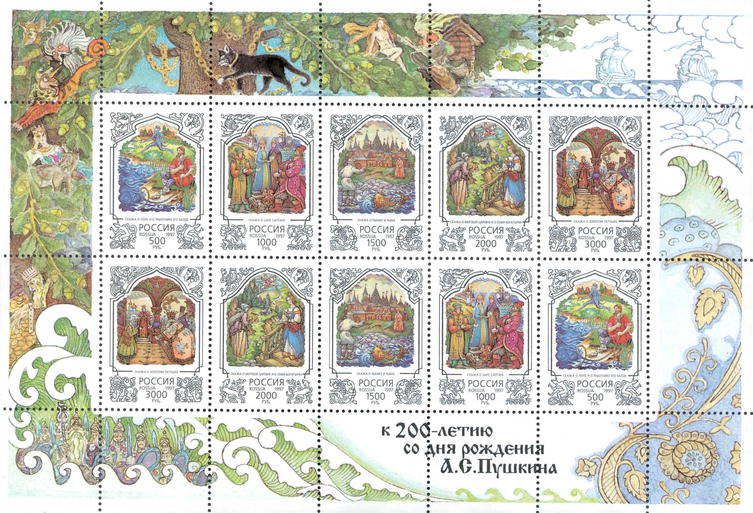
Сцепка «К 200-летию со дня рождения А. С. Пушкина (1799—1837)», Россия, 1997. Иллюстрации к сказкам Пушкина по образам и элементамы рисунков И. Я. Билибина, Д. Н. Буторина и В. М. Конашевича: «Сказка о попе и о работнике его Балде» (1830); «Сказка о царе Салтане» (1831); «Сказка о рыбаке и рыбке» (1833); «Сказка о мёртвой царевне и семи богатырях» (1833); «Сказка о золотом петушке» (1834)

Русская литературная сказка (русская авторская сказка) — литературный эпический жанр в прозе или стихах, опирающийся на традицию русской фольклорной сказки и соединяющий авторскую самобытность и русские народные традиции.

## Особенности
Отмечается преемственность русской литературной сказки по отношению к фольклорной и в то же её специфика как особого литературного жанра. Сказки Екатерины II — «Сказке о царевиче Хлоре» и «Сказке о царевиче Февее» — представляют собой первые литературные сказки в истории словесного искусства России.
Литературная сказка считается жанром, впитавшим в себя фольклорные и литературные принципы. Она выросла из фольклорной, трансформируя и изменяя её жанровые особенности. Русская литературная сказка создавалась авторским замыслом, восприняв духовный опыт, идеалы, представления о добре и зле русской народной сказки. По мнению И. П. Лупановой, литературная сказка является наследницей народной. Л. В. Овчинникова классифицирует литературные сказки на фольклорно-литературные и индивидуально-авторские сказки.
И. Лупанова подчеркивает, что характерной особенностью жанра литературной сказки является: «не только и не столько разработка в русском фольклоре сюжетов и мотивов, сколько стремление к овладению системой типичных для народной сказки образов, ее языком и поэтикой». Т. Леонова приходит к выводу, что литературная сказка есть синтетический жанр, соединяющий компоненты фольклорной сказки и разных литературных жанров.
Русская литературная сказка, наряду с романом и повестью, была самым популярным и распространенным жанром в России второй половины XVIII века. Сказки, стихотворные или прозаические, создавали практически все крупнейшие русские писатели того времени. Сказки писала даже императрица Екатерина II. Бурный расцвет жанра происходит в 30-е годы XIX столетия. С. В. Савченко, исследуя народные и литературные сказки XVIII века в работе «Русская народная сказка: История собирания и изучения» (1914) считал, что «сказки литературные отражают в себе и стиль, и манеру, и содержание тех произведений, в подражание которым они написаны». Он, вслед за В. В. Сиповским, делит их на три группы: рыцарский роман, поэма; восточные сказки; волшебные сказки, пародии на них, нравоучительные.
В русской классической литературе накоплено много значимых памятников. Александр Пушкин вывел сказку из разряда второстепенной литературы. От сказок Пушкина протянулись нити к творчеству последующих писателей — сказочников. Литературная сказка расширила пространство вымысла и фантазии. Склад народной сказки воплотили в своём творчестве Пётр Ершов, Василий Жуковский, С. Т. Аксаков, Д. Н. Мамин-Сибиряк, К. И. Чуковский и многие другие.

### Некоторые русские литературные сказки
«Аленький цветочек» (Сергей Аксаков); «Двенадцать месяцев» (С. Я. Маршак); «Конёк-горбунок» (Пётр Ершов); «Каменный цветок» (П. П. Бажов); сказки Василия Жуковского («Сказка о Иване-Царевиче и о сером волке», «Сказка о царе Берендее», «Спящая царевна»); сказки Александра Пушкина («Сказка о мёртвой царевне и о семи богатырях», «Сказка о золотом петушке», «Сказка о попе и о работнике его Балде», «Сказка о рыбаке и рыбке», «Сказка о царе Салтане»); «Три медведя» (Л. Н. Толстой).